# 효종 추상존호 금보
효종 추상존호 금보는 조선 제26대 왕이자 대한제국 제1대 황제인 고종이 1900년(광무 4)에 효종(생몰 1619~1659, 재위 1649~1659)에게 '흠천달도 광의홍렬(欽天達道 光毅弘烈)'이라는 존호를 올리면서 만든 어보이다.
효종 추상존호 금보의 크기는 세로 9.8cm, 가로 9.8cm, 높이 7.4cm이다.
인문은 '欽天達道 光毅弘烈 宣文章武 神聖顯仁 明義正德 大王之寶(흠천달도 광의홍열 선문장무 신성현인 명의정덕 대왕지보)' 로 양각하였다.

## 개요
어보에는 왕과 왕비의 덕을 기리는 존호(尊號)와 돌아가신 후 공덕을 칭송하는 시호(諡號)등을 새겼는데 추가로 존호나 시호를 올릴 때마다 어보를 새로 제작하였다. 또 묘호(廟號)를 새길 경우에는 맨 앞에 새겼다.
1900년(광무 4)에 효종에게 '흠천달도 광의홍렬(欽天達道 光毅弘烈)'이라는 존호를 올리면서 만든 어보이다. '선문장무 신성현인(宣文章武 神聖顯仁)'은 1659년(현종 원년)에 올린 시호이고, '명의정덕(明義正德)'은 1740년(영조 16)에 올린 시호이다. 
효종은 조선 제17대 왕으로 이름은 호(淏), 자는 정연(靜淵), 호는 죽오(竹梧)이다. 인조(仁祖)의 둘째 아들로서 어머니는 인열왕후(仁烈王后) 한씨(韓氏)이며 비(妃)는 장유(張維)의 딸인 인선왕후(仁宣王后)이고, 재위기간은 1649년~1659년이다. 1626년(인조 4) 봉림대군(鳳林大君)에 봉해졌고, 1636년 병자호란으로 이듬해에 형인 소현세자(昭顯世子)와 함께 청나라에 8년간 볼모로 잡혀있다가 돌아왔다. 1645년(인조 23) 소현세자가 병사한 뒤에 세자로 책봉되었고, 1649년에 즉위하였다.

## 문화재 환수 경위
소장자였던 재미교포 이대수가 1990년대 후반 경매를 통해 매입했다. 그는 외국에 있는 국새와 어보가 도난 문화재라는 사실을 알고 2019년 12월 한국에 기증을 통해 환수되었다.

## 소장처
효종 추상존호 금보는 2021년 현재 대한민국 국립고궁박물관에 소장되어 있다.(유물번호 종묘13613)